# 光明乡 (蒲江县)
光明乡，是中华人民共和国四川省成都市蒲江县曾经下辖的一个乡。2019年12月，撤销光明乡，将原光明乡所属行政区域划归鹤山街道管辖。

## 行政区划
光明乡撤销前下辖以下地区：
金花村、韩桥村、官帽村和石燕村。